# Holokaust u Nedićevoj Srbiji
Holokaust u Nedićevoj Srbiji označava sustavno istrebljenje Židova i Roma koje je pokrenula nacistička Njemačka, nazvano holokaust, u tadašnjoj Nedićevoj Srbiji uz intenzivnu suradnju i sudjelovanje srpskog režima.

## Kronologija
Odmah nakon kapitulacije Kraljevine Jugoslavije travnja 1941. godine Srbija je došla pod njemačku vojnu upravu. Visoka crkvena hijerarhija Srpske pravoslavne crkve izjavljivala je kako se protivi bilo kakvoj suradnji Kraljevine Jugoslavije s nacističkom Njemačkom no čim su nastupile druge okolnosti, odmah su se episkopi SPC pošli dodvoravati nacistima da bi ispunili njihova očekivanja i želje. Okupacijske su se vlasti redovito susretale s najvišim strukturama svetosavske crkve. SPC je izrazila spremnost da u suradnji s nacistima rade na očuvanju reda i mira. Priopčenje Sv. Arhijerejskog Sinoda SPC iz srpnja 1941.:"Sveti Arhijerejski Sinod će lojalno izvršavati zakone i naredbe okupatorskih i zemaljskih vlasti, i uticaće preko svojih organa na potpuno održavanje reda, mira i pokornosti." Nacisti su ih nagradili za tu odanost, davši SPC-u povlastice. Od devet središta eparhija na području njemačko-talijanske okupacije, sve one su sačuvale crkvenu organizaciju.
Odmah po preuzimanju vlasti započelo je brzo i nesmiljeno provođenje rasističke politike protiv Židova i Roma. U vrlo kratkom su roku preuzeti rasistički zakoni (Nürnberški zakoni) i postupci iz nacističke Njemačke. Okupacijska je vlast u suradnji s vladom Milana Nedića, donijela brojne antižidovske zakone. Tadašnje hijerarhija SPC nije nijednom prosvjedovala protiv tih zakona, niti da to spriječi ili barem ublaži provedbu. Jedna od prvih diskriminacijskih odredaba bilo je obilježavanje Židova žutom trakom, gdje je pisalo Jevrejin – Jude. Na snagu je stupila 19. travnja 1941., više od mjesec dana prije nego u NDH, gdje je stupila na snagu tek 21. svibnja, popraćena kritikom crkvenih struktura u Hrvata, poglavito kardinala Stepinca.
Većina je Židova iz Srbije likvidirana u Koncentracijskim logoru Sajmište, Crveni Krst u Nišu ili prebačena u druge koncentracijske i radne logore koje su Nijemci držali pod svojom kontrolom u okupiranoj Europi.
U suradnji s Nijemcima, general Milan Nedić (koji je sebe zvao "srpski Pétain") je gotovo sve dijelove postojećeg srpskog državnog aparata stavio na raspolaganje nacistima. Pogotovo je srpska policija pomagala nacistima, primjerice pri uhićenjima Židova. Prve su se na udaru uništenja našle židovske zajednice u Beogradu i Banatu, gdje je njemačka vojna prisutnost bila najjača; ubrzo su uslijedili progoni i u preostalom dijelu Srbije. Najprije su uhićivani i u logore slani židovski muškarci. Do prosinca 1941. god. ostao je izvan logora još pretežni dio židovskih žene i djeca - njih sveukupno oko 7 do 8 tisuća, da bi se od tada krenulo i s njihovim uhićivanjem i slanjem u logore. Ubijanje Židova u logorima kod Beograda izršeno je od siječnja do svibnja 1942. godine.
Nakon što je u Srbiji pobijeno oko 15 tisuća Židova, tj. 94 % predratne populacije, već je u kolovozu 1942. general Alexander Löhr Srbiju je proglasio "Judenfrei" (nacistički izraz za područje očišćeno od Židova).

## Broj žrtava
Od 16.700 Židova u Srbiji i Banatu, 15.000 je ubijeno. Sveukupno, procjenjuje se da je otprilike 80.000 ljudi ubijeno u koncentracijskim logorima diljem Nedićeve Srbije od 1941. do 1944.

## Vanjske poveznice
- Holokaust u Srbiji
- Jews & Bosniaks share historical heritage in persecution and genocide in Europe (engl.)  Arhivirana inačica izvorne stranice od 8. travnja 2011. (Wayback Machine)
- Serbian involvement in the genocide of jewish people (engl.)  Arhivirana inačica izvorne stranice od 8. travnja 2011. (Wayback Machine)
- Against serbian chetnik revisionism (engl.)